# Vollenhovia oblonga
Vollenhovia oblonga é uma espécie de formiga do gênero Vollenhovia, pertencente à subfamília Myrmicinae.